# 原爆點

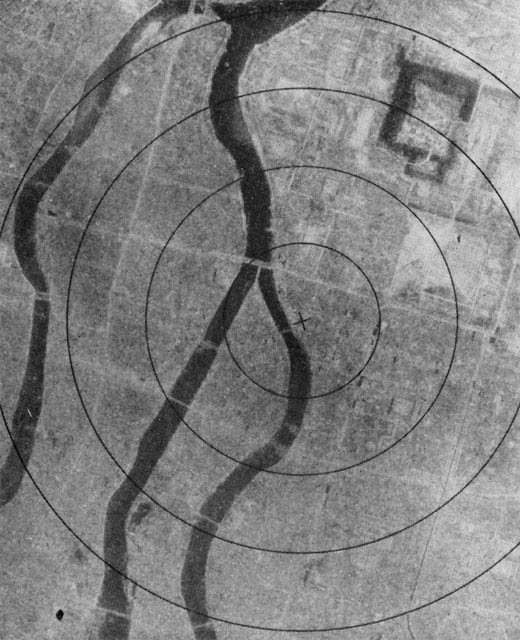
廣島原子彈爆炸的原爆點

原爆点（英語：Ground Zero）指地震、流行病等灾害发生时最严重的受灾点。当用作军事术语时，“零爆点”狭义上会指原子彈爆炸時投影至地面的中心點（此时此术语又作地面零点），广义上则指任何大型炸弹爆炸的中心点。

## 三位一体核试验和廣島、長崎
「原爆点」一词最初起源于三位一体核试验和二次大戰時發生在日本廣島、長崎的原子彈爆炸，并且常会特指后者的爆炸中心點。

## 五角大廈
此外，美國國防部所在地五角大廈的中庭廣場亦稱「原爆点」，因為冷戰時期曾假設蘇聯如對美國進行核子戰爭，五角大廈將會成為攻擊目標之一。

## 世界貿易中心
後來“原爆点”也泛指受到嚴重損毀的地方。例如2001年九一一事件後，便使用“原爆点”（或譯「歸零地」）來指稱遭到摧毀的世界貿易中心雙子星大樓原址。